# Jozef Šajánek
Jozef Šajánek (* 14. března 1951) je bývalý slovenský fotbalista, obránce a záložník, reprezentant Československa. Po skončení aktivní kariéry působil jako trenér, mj. v Interu Bratislava.

## Fotbalová kariéra
Hrál za Inter Bratislava (1970–1978) a (1979–1980), na vojně za ČH Bratislava (1978–1979), Tatran Prešov (1980–1981) a DAC Dunajská Streda (1981–1983). Za československou reprezentaci odehrál v letech 1976–1977 dvě utkání. Dorostenecký mistr Československa 1970.

## Ligová bilance
| Ročník                                   | Zápasy | Góly | Klub             |
| ---------------------------------------- | ------ | ---- | ---------------- |
| 1. československá fotbalová liga 1970/71 | 3      | 0    | Inter Bratislava |
| 1. československá fotbalová liga 1971/72 | -      | 1    | Inter Bratislava |
| 1. československá fotbalová liga 1974/75 | -      | 4    | Inter Bratislava |
| 1. československá fotbalová liga 1975/76 | -      | 1    | Inter Bratislava |
| 1. československá fotbalová liga 1976/77 | -      | 1    | Inter Bratislava |
| 1. československá fotbalová liga 1977/78 | -      | 1    | Inter Bratislava |
| 1. československá fotbalová liga 1979/80 | -      | 0    | Inter Bratislava |
| 1. československá fotbalová liga 1980/81 | 24     | 2    | Tatran Prešov    |
| CELKEM                                   | 131    | 13   |                  |